# Phyllanthus minarum
Phyllanthus minarum là một loài thực vật có hoa trong họ Diệp hạ châu. Loài này được Standl. & Steyerm. miêu tả khoa học đầu tiên năm 1944.